# Гончар Григорій Моїсейович
Григорій Моїсейович Гончар (31 травня 1916, Єлисаветград — 17 грудня 1998, Івано-Франківськ) — радянський офіцер, Герой Радянського Союзу (1945), в роки німецько-радянської війни командир роти 1237-го стрілецького полку (373-та стрілецька дивізія, 52-а армія, 1-й Український фронт), старший лейтенант.

## Родина
Народився в сім'ї службовця. Єврей.

## Освіта
- У 1939 закінчив Московське військово-політичне училище,
- в 1940 закінчив курси начальників полкових шкіл.

## Кар'єра
Після закінчення 8 класів працював слюсарем на Кіровоградському заводі «Червона Зірка».
Призваний в Червону армію в 1937. Член ВКП (б) / КПРС з 1939 року.
В 1940 призначений політруком полкової школи сержантів 747-го стрілецького полку, дислокованого в місті Сталіногорськ (нині Новомосковськ) Тульської області.
Учасник німецько-радянської війни з 29 червня 1941 року. Брав участь у запеклих боях за Могильов, потім у боях біля станції Луполово — передмістя Могильова, був тяжко поранений.
Після одужання встановив зв'язок з партизанами і був прийнятий до загону імені Сталіна під командуванням П. А. Дубового, який діяв у Черкаській області України, де командував партизанською ротою. У боях в німецькому тилу був тричі поранений. В одній з розвідувальних партизанських операцій разом з товаришем по загону збив німецький літак. Після падіння літака партизани зняли з нього кулемет, малокаліберні гармати і доставили до загону. За це Г. М. Гончар був нагороджений медаллю «За відвагу».
Після відвоювання в 1943 році Черкаської області був направлений на перевірку в збірно-пересильний перевірочний табір при 52-й армії. Після перевірки був відновлений у званні старшого лейтенанта і призначений командиром стрілецької роти.
Брав участь у боях по оточенню великої ворожого угруповання під Яссами і Кишиневом. Командував штурмовим загоном у складі стрілецької роти з доданої артилерійською батареєю, двома танками і відділенням саперів. Здійснив успішний прорив оборони противника і забезпечив введення в бій великих сил радянських танків, замкнувши кільце оточення. Був нагороджений орденом Червоної Зірки. Надалі брав участь у визволенні Польщі.
Особливо відзначився при форсуванні Одера. 24 січня 1945 року на південний схід від міста Вроцлав перший в полку зі своєю ротою форсував річку, атакував, увірвався до траншеї противника і відкинув його на західний берег, захопивши плацдарм 500 метрів по фронту та 400 метрів у глибину. У ході розширення захопленого плацдарму був поранений, але не залишив поля бою і продовжував вести за собою роту в наступ. Потім був в несвідомому стані переправлений ординарцем через Одер і евакуйований до госпітальної бази тилу, де перебував на лікуванні до серпня — вересня 1945 року.
Указом Президії Верховної Ради СРСР від 10 квітня 1945 року за мужність і героїзм, проявлені при форсуванні Одера, закріплення і розширення плацдарму, старшому лейтенанту Гончару Григорію Мойсейовичу присвоєно звання Героя Радянського Союзу із врученням ордена Леніна і медалі «Золота Зірка» (№ 7279).
Після закінчення війни продовжував службу в армії. У 1946–1956 роках — старший викладач кафедри військової підготовки Станіславського (нині Івано-Франківського) медичного інституту. У 1956 році був у складі радянських військ, що діяли в Угорщині. У 1957–1958 роках навчався на Вищих командних стрілецьких курсах «Постріл». У 1959–1960 роках — командир мотострілецького полку (місто Славута Хмельницької області, Україна), в 1960–1962 роках — командир мотострілецького полку (місто Любомль Волинської області, Україна). З 1962 року полковник Г. М. Гончар — в запасі.
Жив у місті Івано-Франківськ (Україна). Працював директором філії Київського технологічного технікуму, директором філії Київського автотранспортного технікуму, викладачем політекономії автотранспортного технікуму. З 1990 року — на пенсії. Помер 17 грудня 1998 року. Похований в Івано-Франківську.

## Відзнаки
Герой Радянського Союзу. Нагороджений орденом Леніна, орденами Вітчизняної війни 1-го і 2-го ступеня, орденом Червоної Зірки, медалями.
Почесний громадянин міста Могильов (Білорусь). Учасник Параду Перемоги 1995 року.

## Літературна діяльність
Григорій Гончар, як учасник подій, використавши численні архівні документи, свідчення очевидців, відтворив боротьбу підпільних організацій, парашутно-десантних груп і партизанських загонів на території Чигиринського, Кам'янського, Смілянського та інших районів теперішньої Черкаської області у документальній повісті «Заграви над Тясьмином», яка вийшла в 1978.
В центі повісті образ «людини надзвичайної волі, стійкого комуніста, підпільника і партизанського ватажка» Петра Антоновича Дубового.